# 秩序問題
秩序問題（point of order）是一項議事程序，旨在確保議事程序受到監督，在程序錯誤時，提供與會者向主席糾正錯誤的機會。根據《羅伯特議事規則》，秩序問題毋需附議，不可以討論、重提、修正，也毋需表決，由主席自行裁定受理與否。在位階上，秩序問題特權優先，不需要經過主席排定發言次序就可提出。

## 用法
當議事程序出現錯誤，或發言離題時，與會者可以打斷錯誤程序或場上發言，立即向主席提出秩序問題。此動議不能與會議詢問、資訊詢問和權宜問題混淆，會議詢問用在與會者不熟悉議事規範時，可以向主席請教；資訊詢問用在與會者看不懂議案內容，可以向主席請教議案相關的背景資料；權宜問題則是用來保障與會者的基本議事權利，例如議場的舒適度與安全性，此動議在位階上也高於秩序問題。
提出秩序問題時，與會者應口呼主席，說：「主席，本席提出秩序問題，……」，此時主席必須響應，并停止當前議題的討論，立即對秩序問題作出處理。當與會者陳述完秩序問題后，主席必須立即作出裁決。假如主席裁決受理此動議，則回答：「本席受理（與會者）之秩序問題，……」；假如裁決不受理，則回答：「本席駁回（與會者）之秩序問題，……」。如果提出秩序問題的與會者反對主席的裁決，可提出申訴，如果有與會者附議，則議題立即轉換成主席的裁決是否成立，在支持與反對方輪流完成陳述后，由全體與會者（除主席外）表決決定主席裁決是否成立。

### 就座與戴帽
在英國下議院，議員在表決程序進行時提出秩序問題，應戴上大禮帽（可摺疊式，通常與正式晚禮服搭配），方便主席看見。1992年，一名英國下議院議員抱怨此一傳統，認為它「無庸置疑地，使高尚的議員們提出秩序問題以糾正議場的荒謬錯誤時感到尷尬」。1998年，另一個反對戴帽傳統的意見表示：「雖然有些議員覺得這個傳統很有趣，但在其他人準備投票時戴著帽子提出秩序問題，會讓議員看起來很荒謬。」此傳統已被下議院現代化專責委員會一致同意廢除。